# Complejo Farahabad

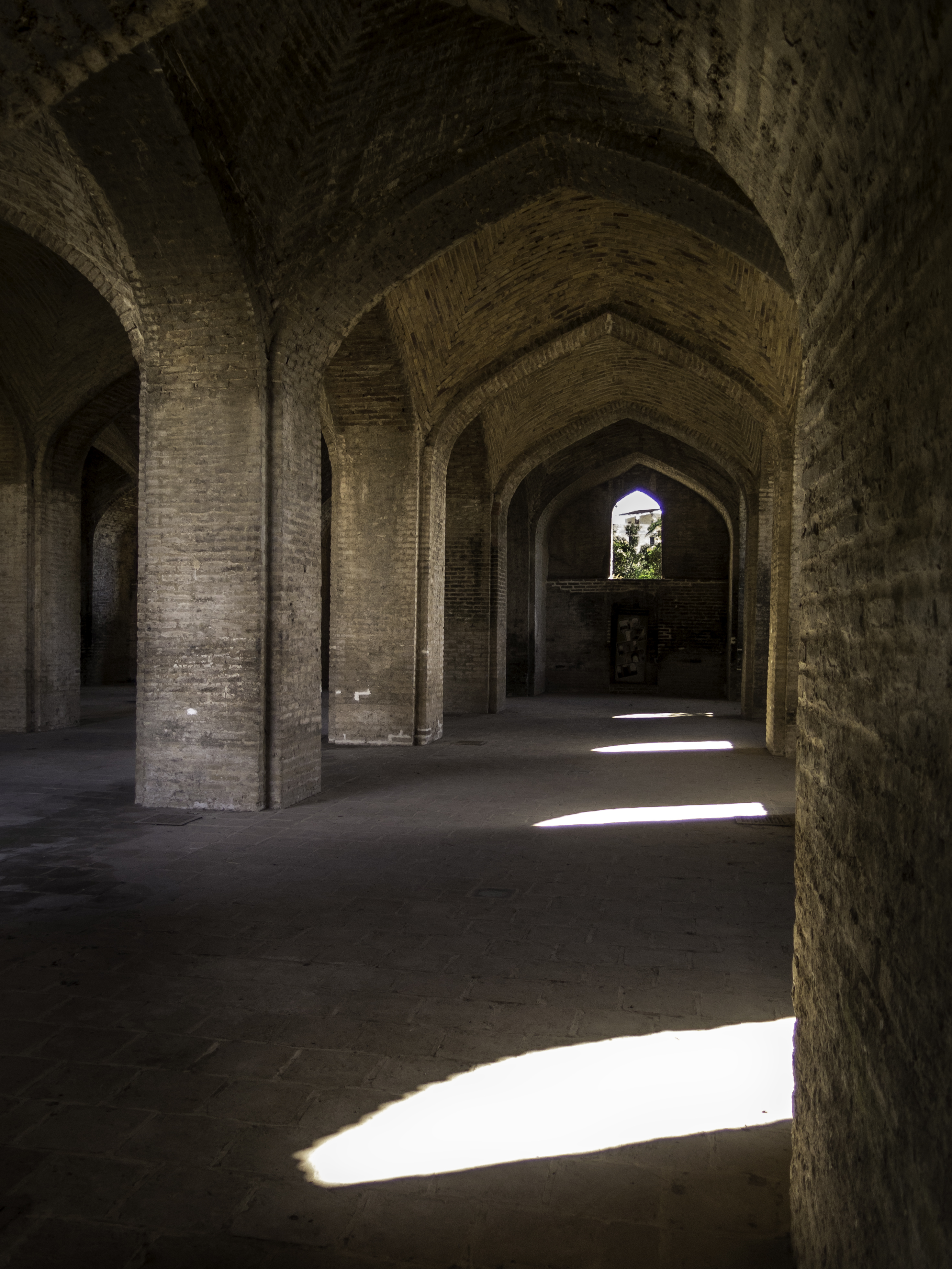

Complejo Farahabad es una colección de monumentos situada en la provincia de Mazandaran (Irán), relacionados con los restos del casco antiguo de Farahabad, construido durante el reinado de Abás el Grande.

## Galería

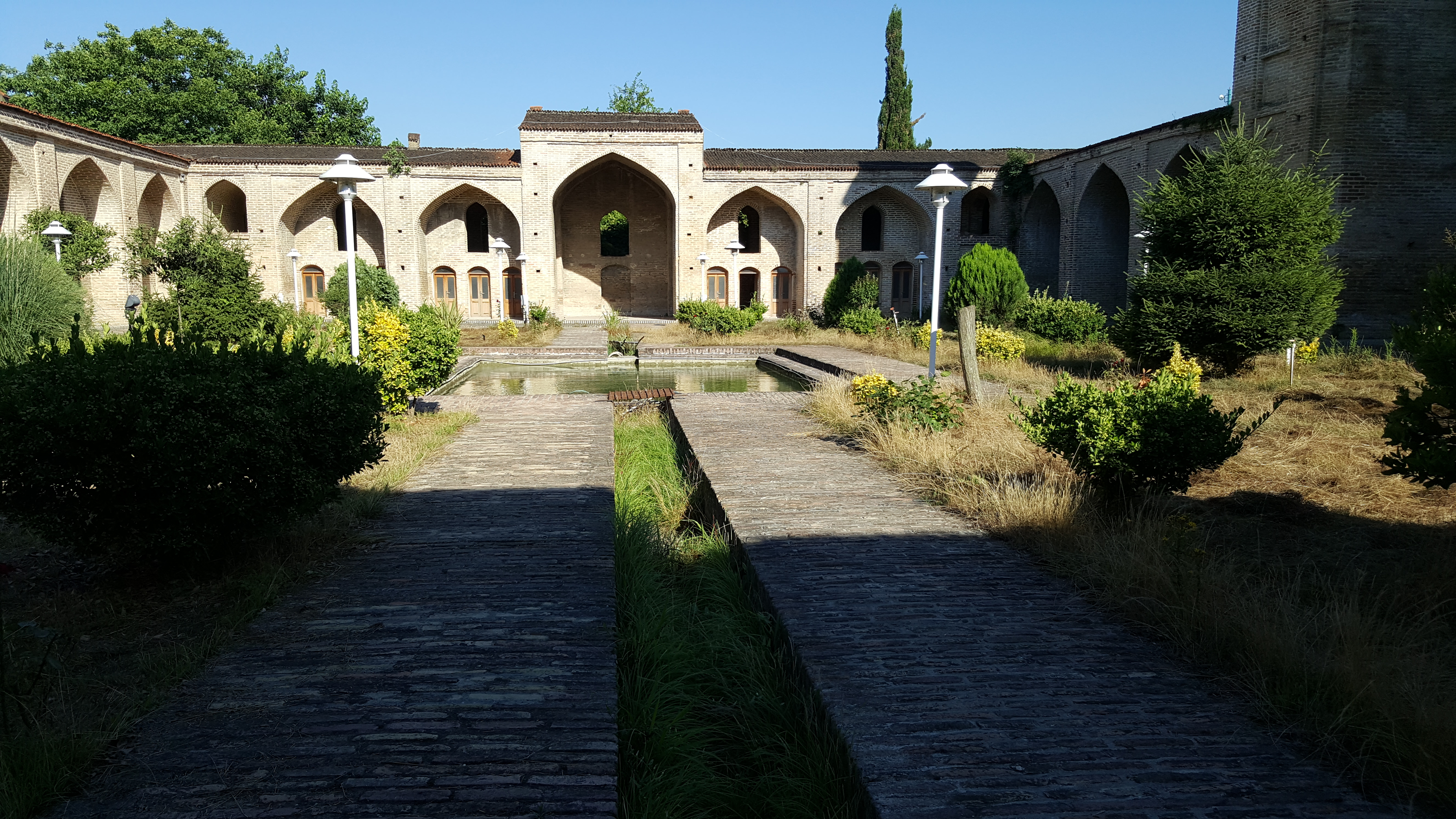
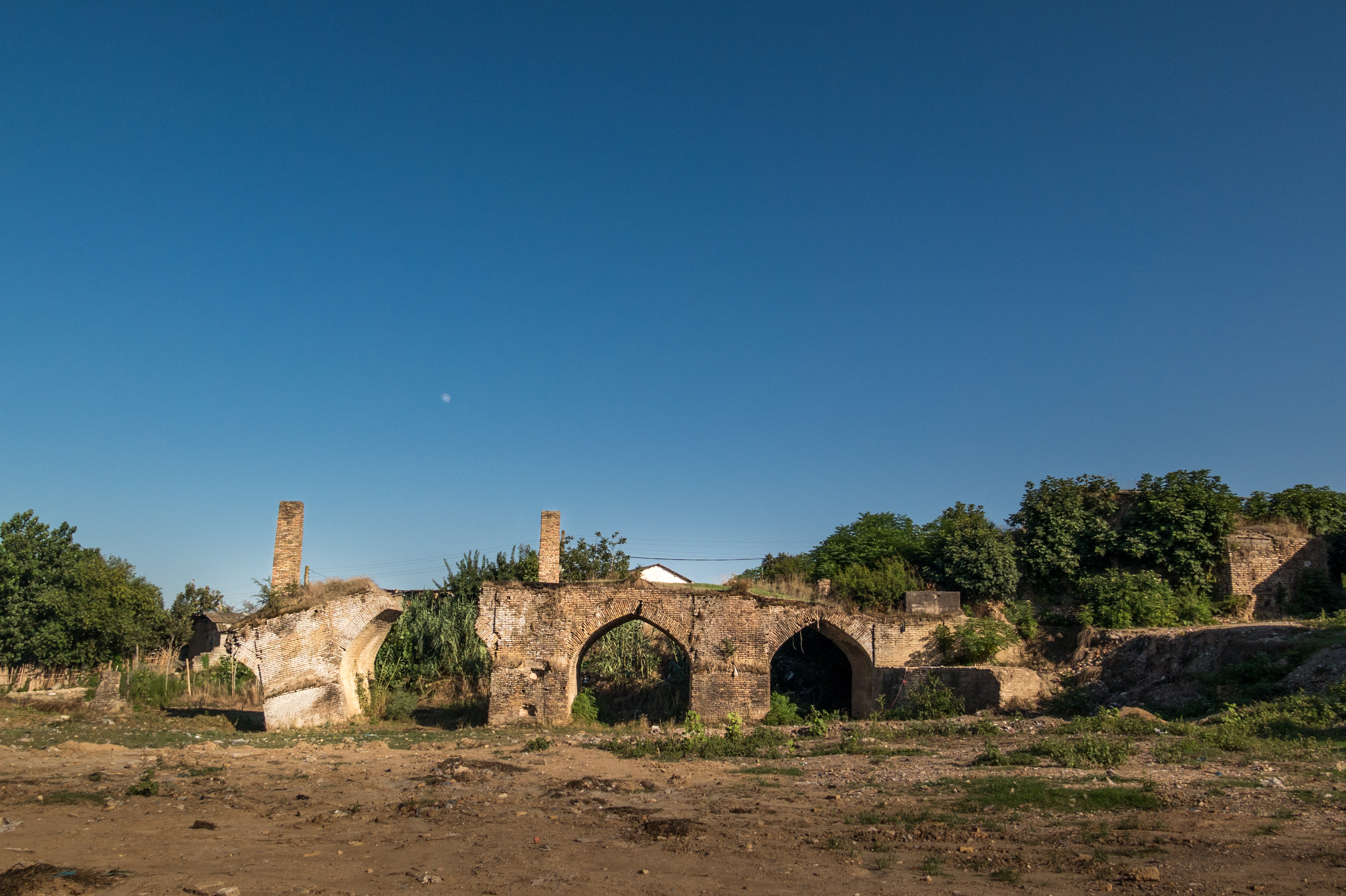
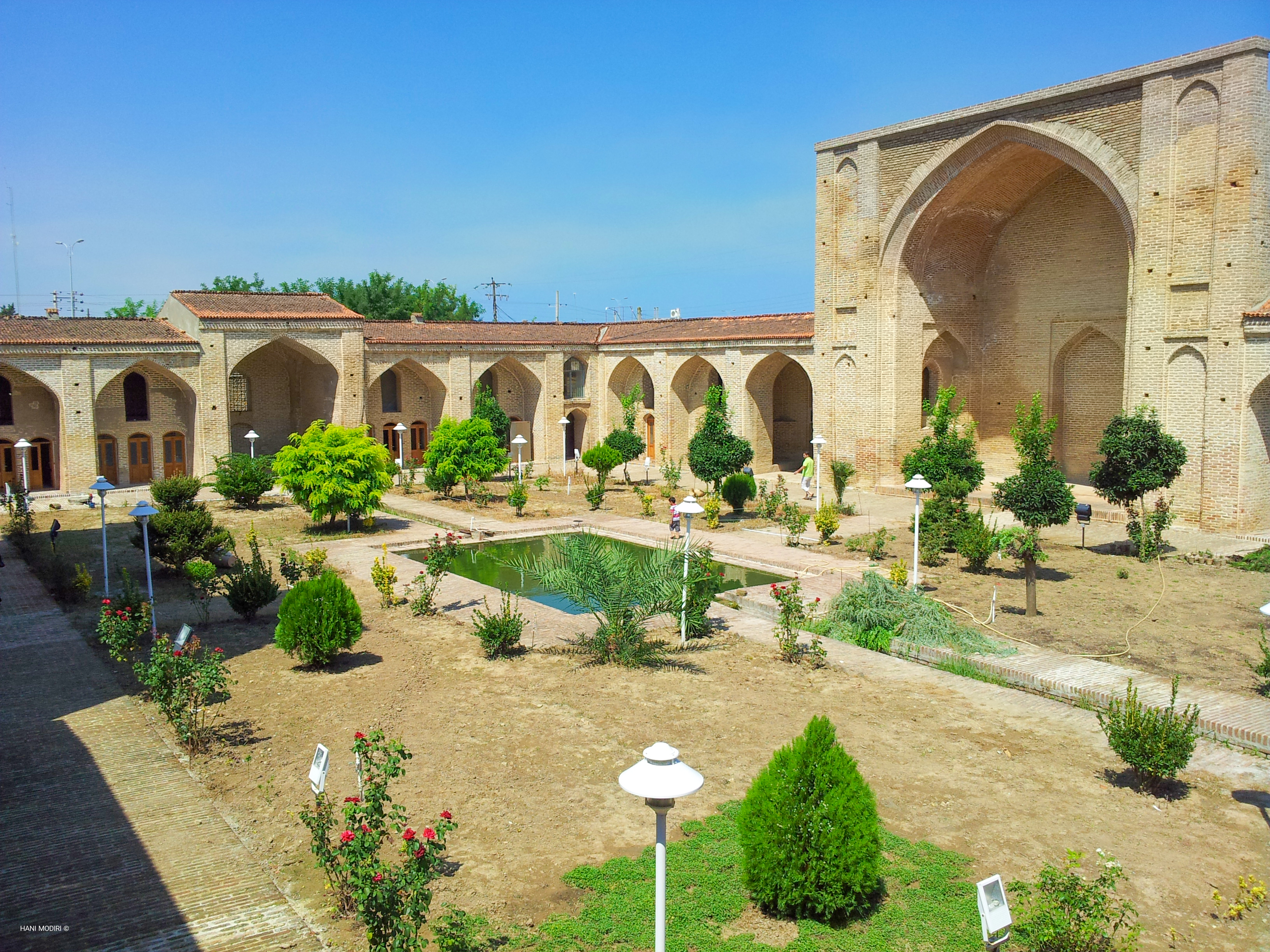
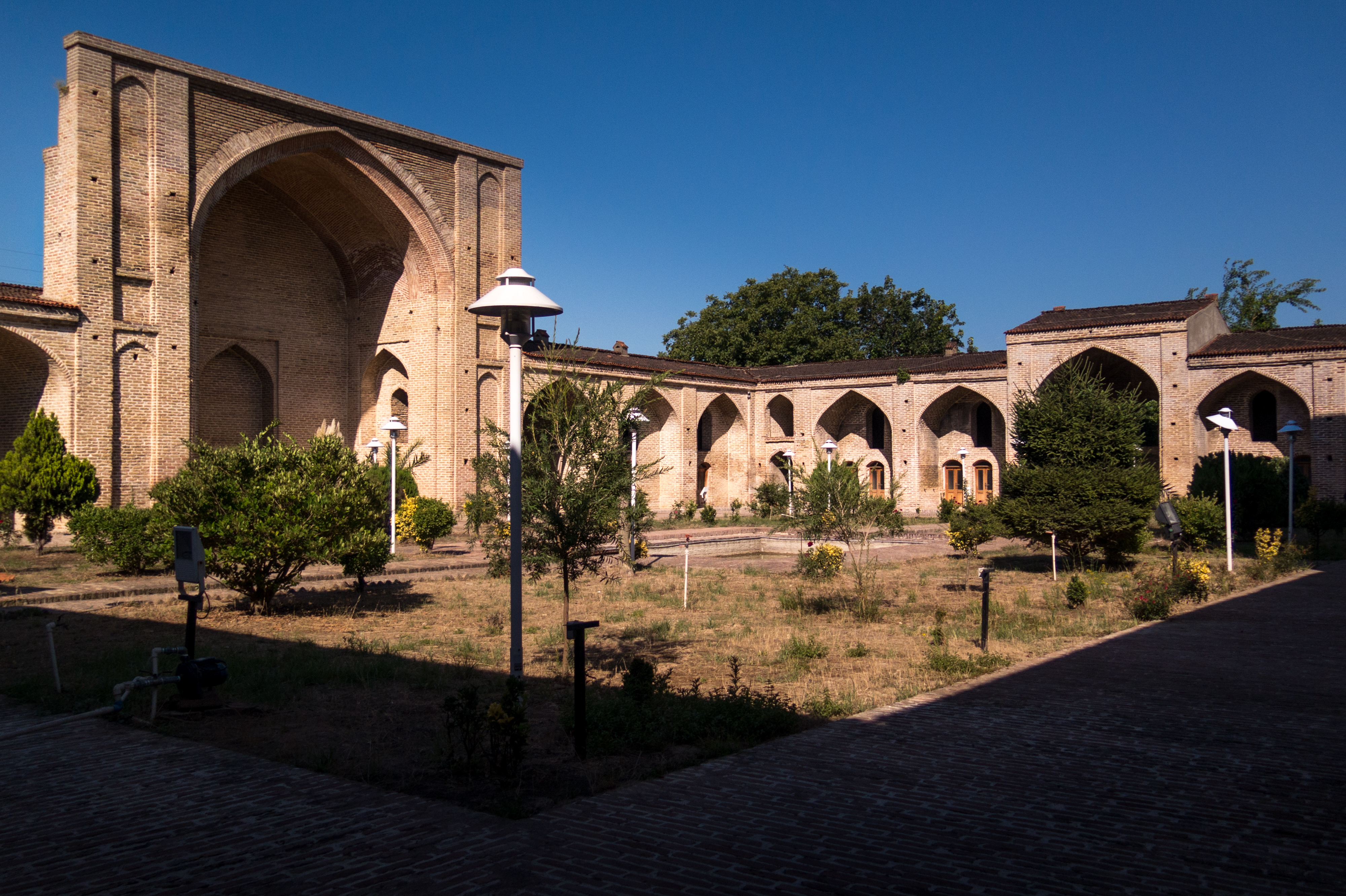
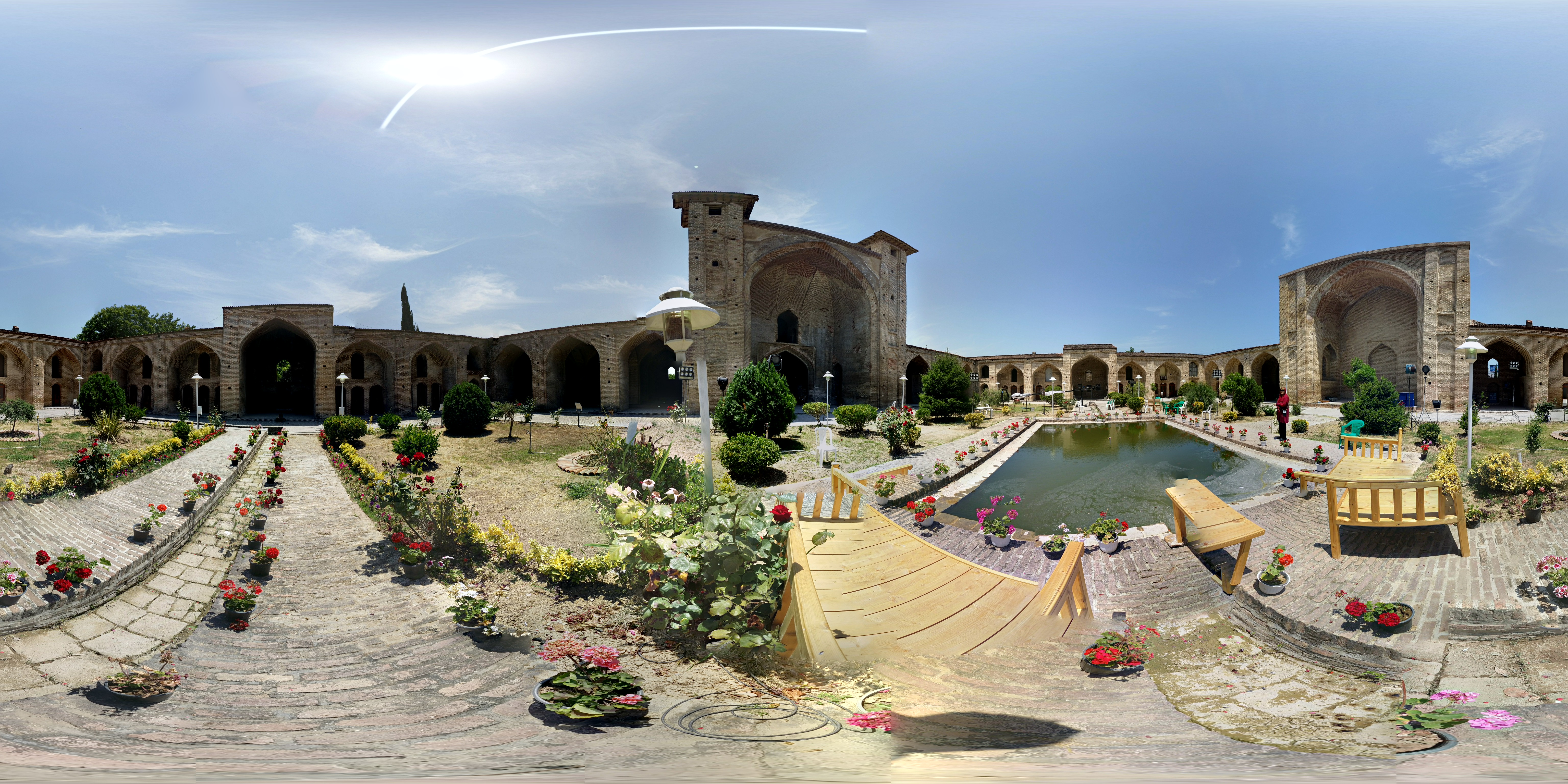
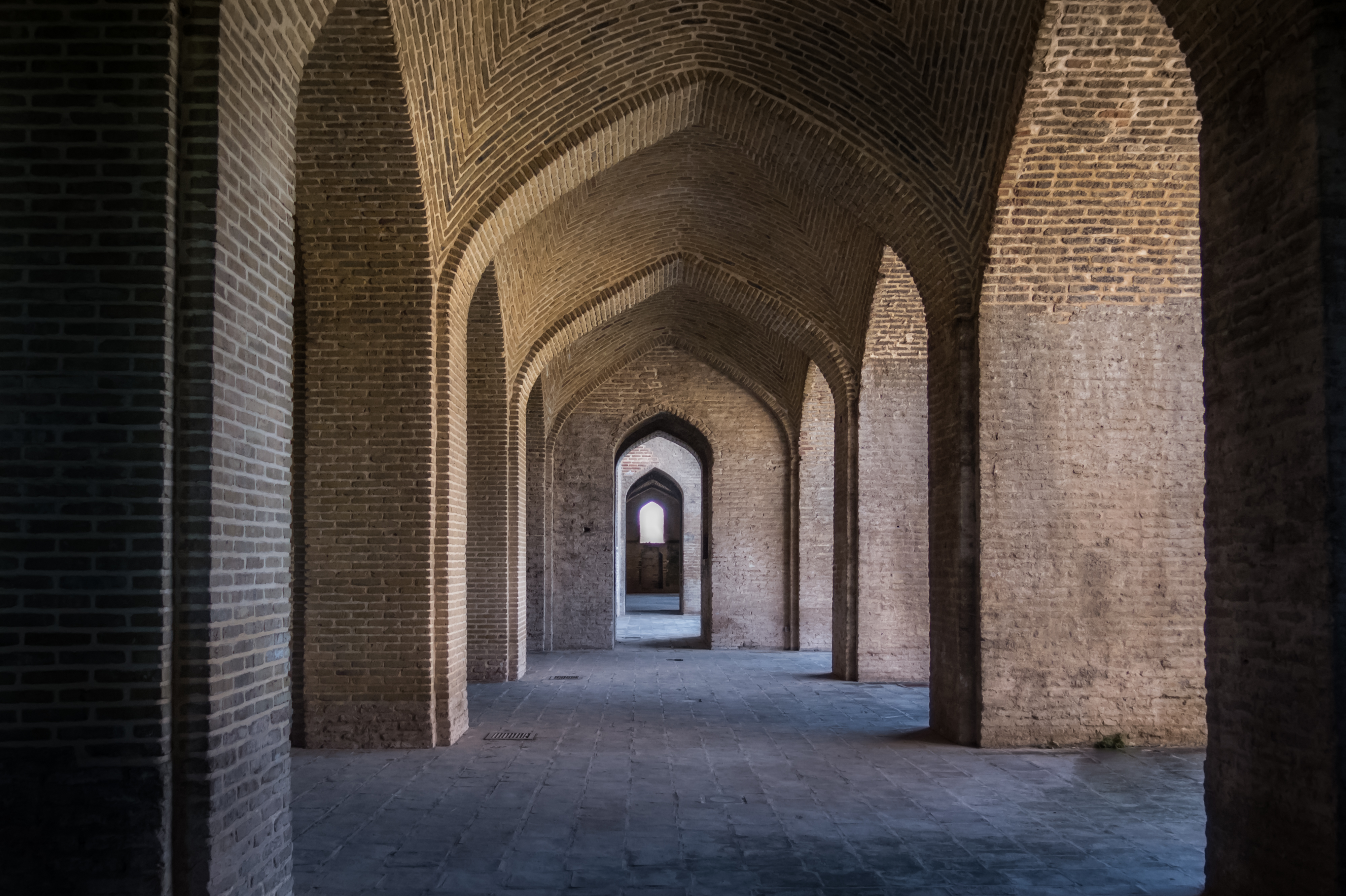
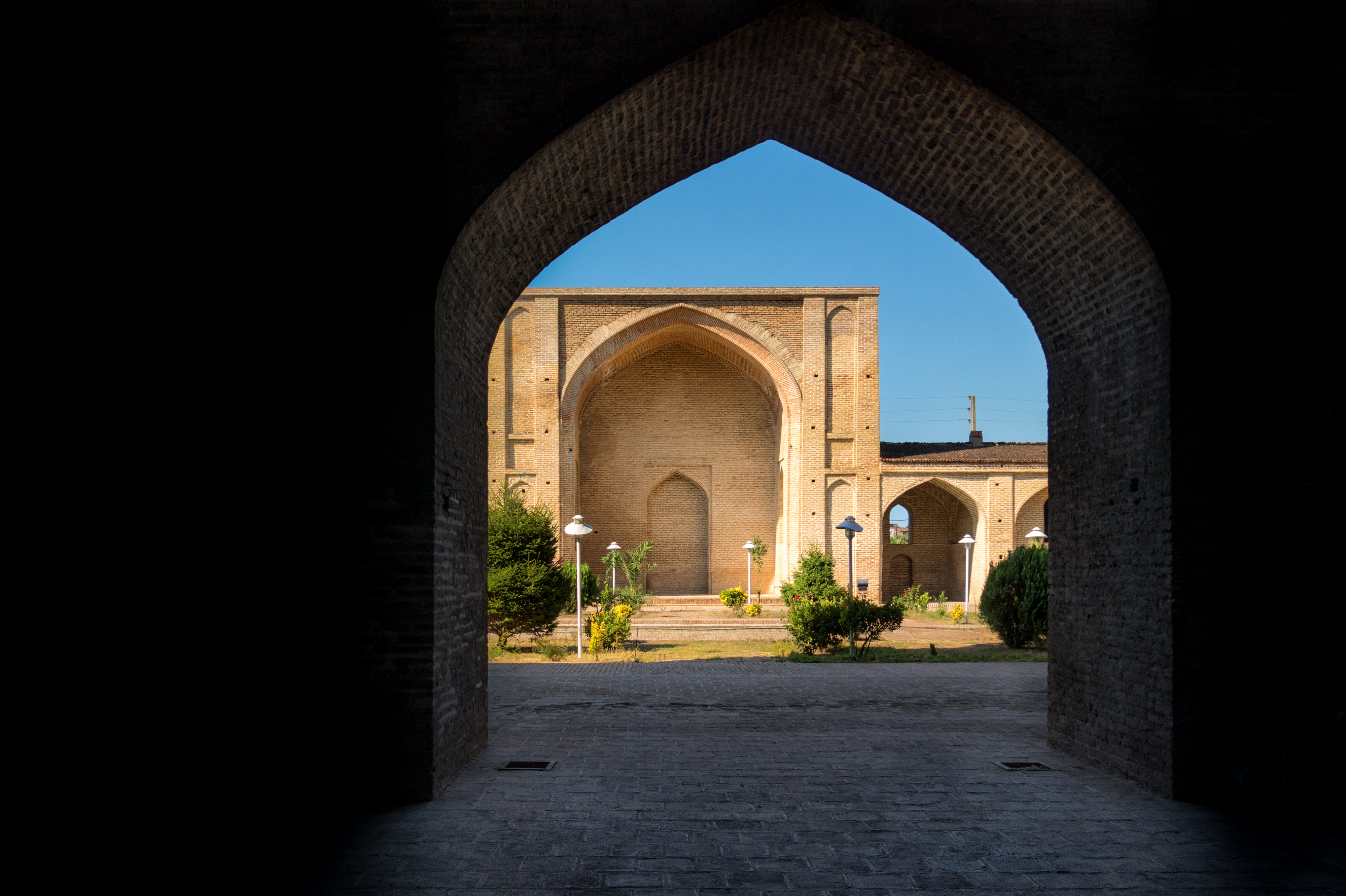
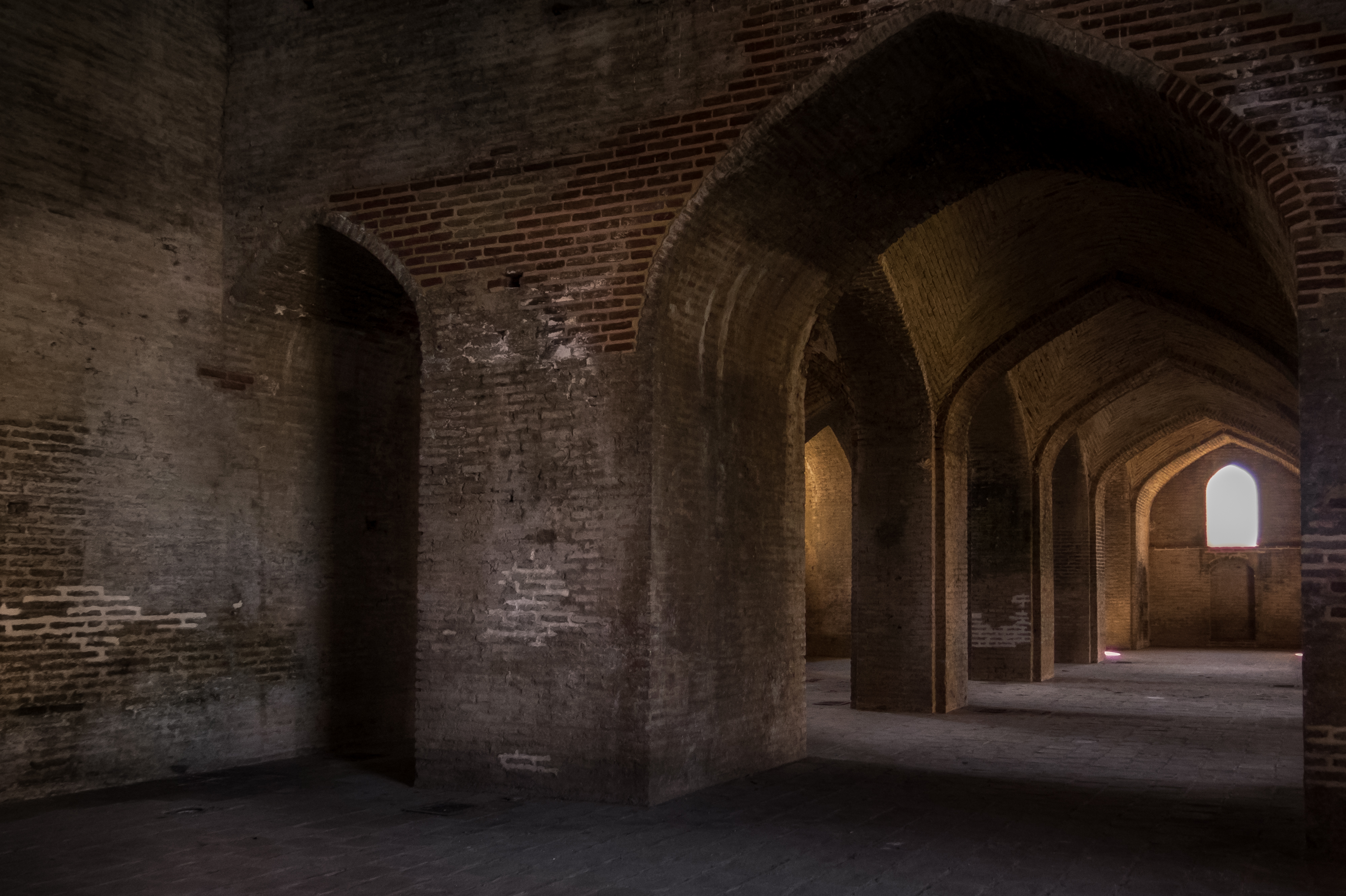
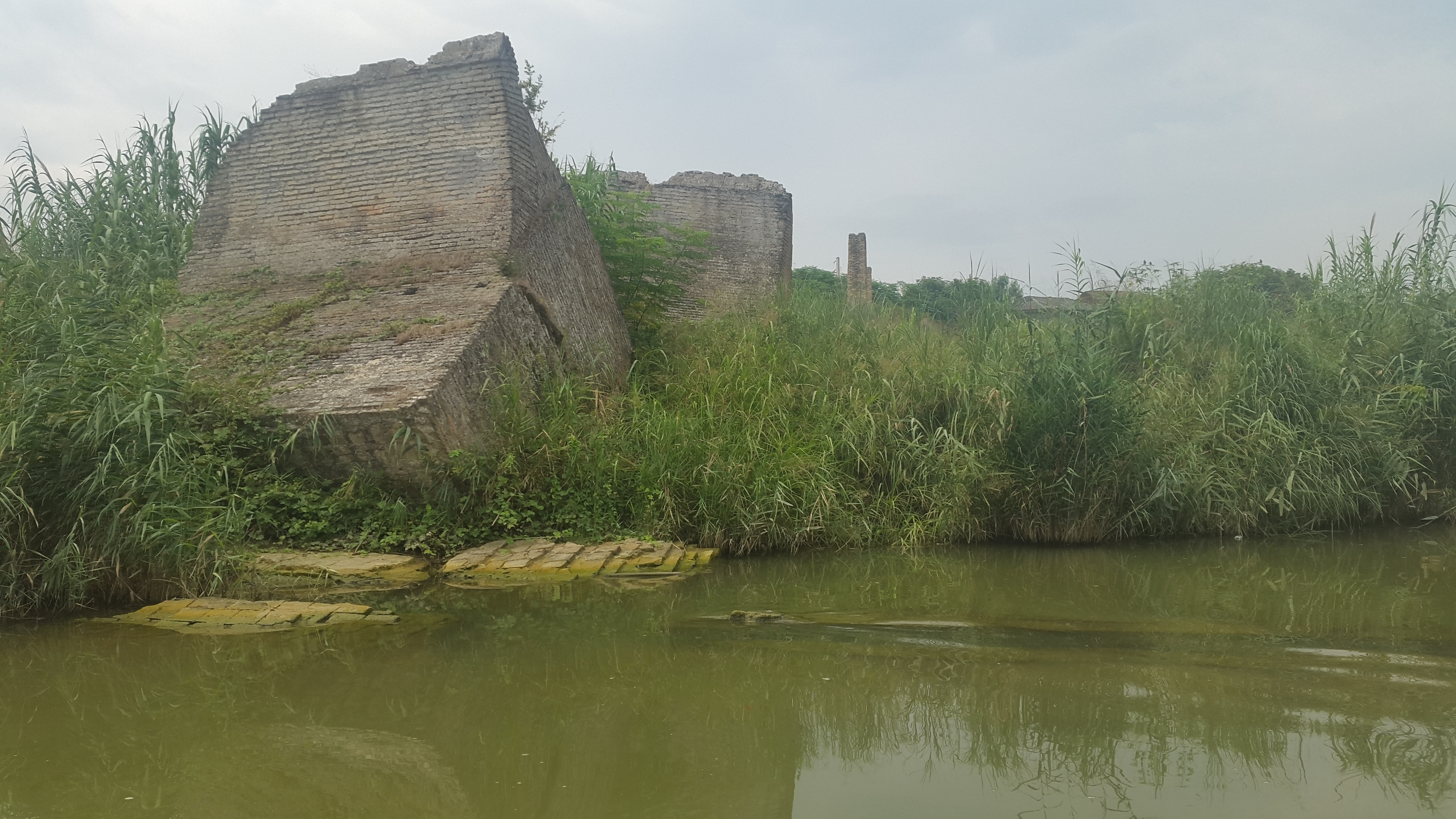
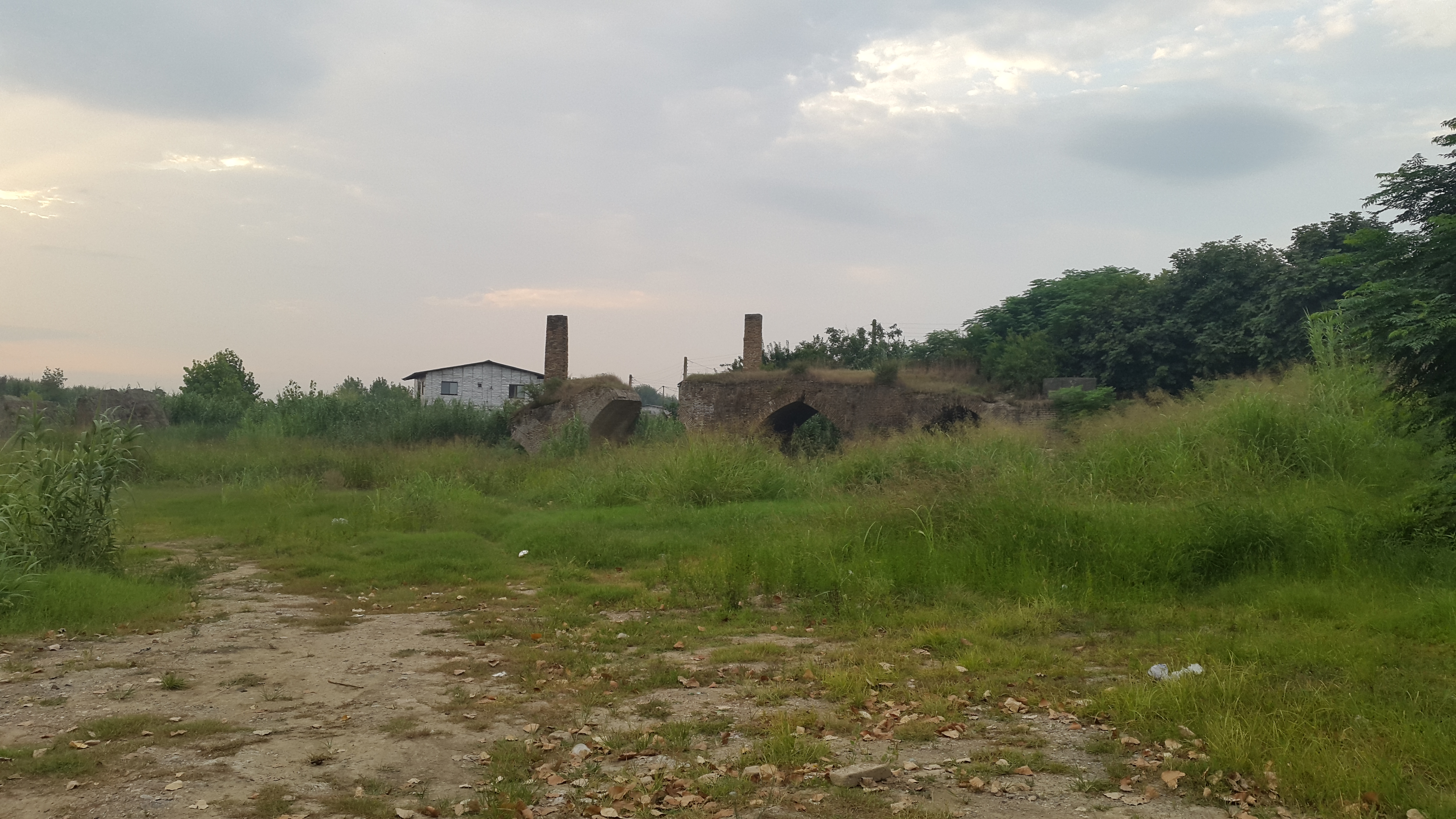
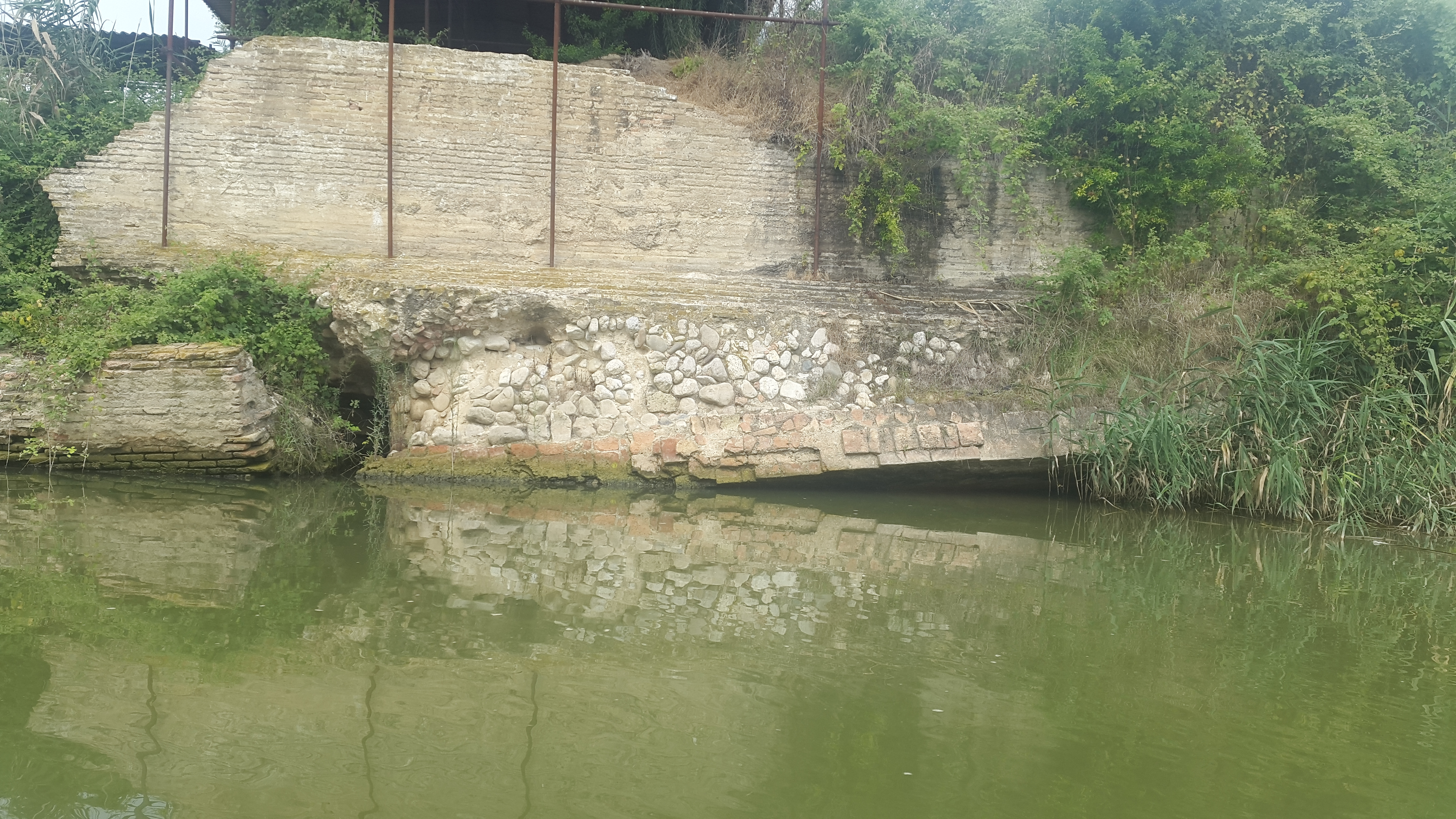
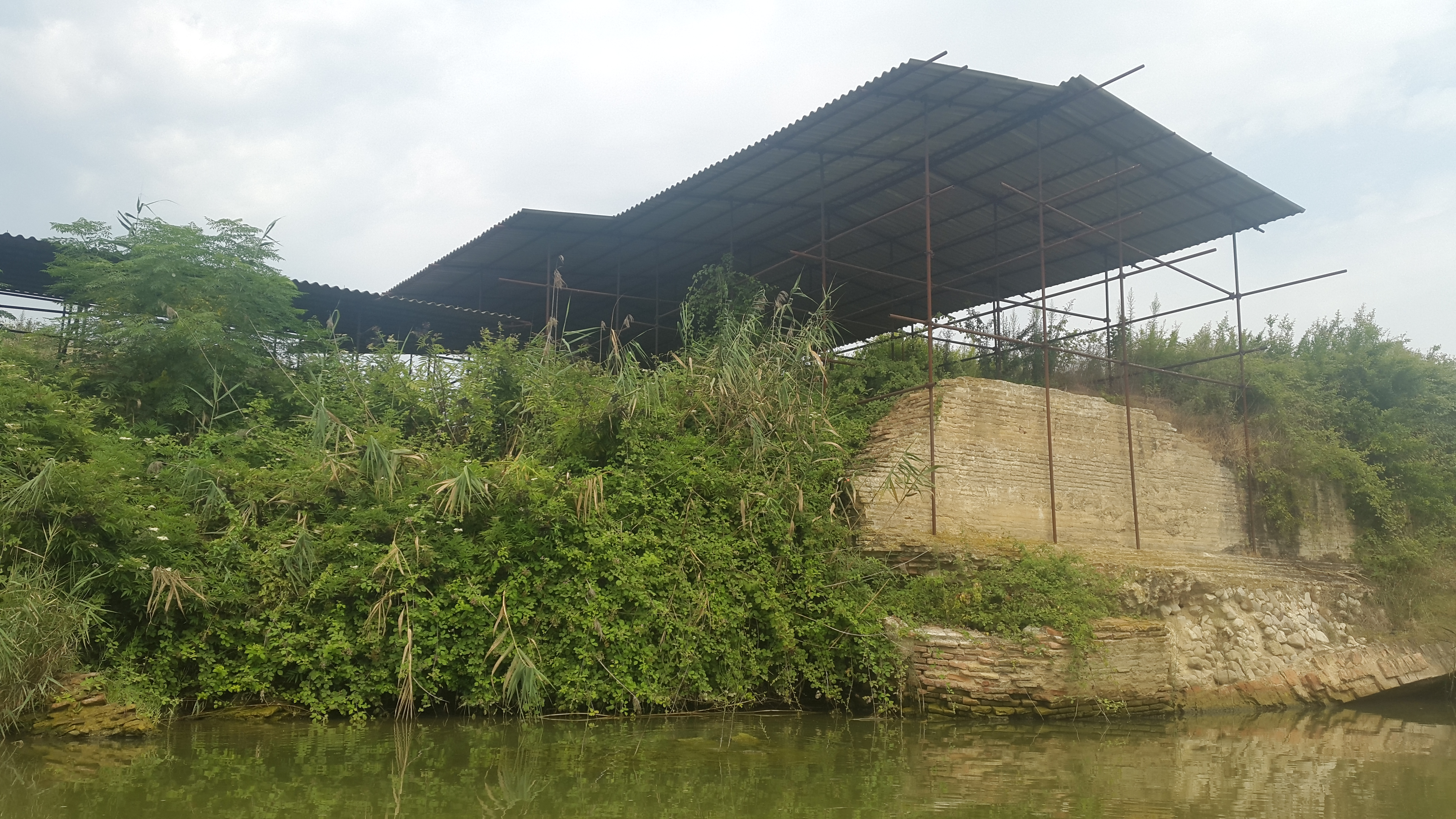